# Bergsbosjön
Bergsbosjön är en sjö i Ovanåkers kommun i Hälsingland och ingår i Ljusnans huvudavrinningsområde. Sjön har en area på 0,12 kvadratkilometer och ligger 222,3 meter över havet.

## Delavrinningsområde
Bergsbosjön ingår i det delavrinningsområde (681181-150239) som SMHI kallar för Mynnar i Ljustjärnsbäcken. Medelhöjden är 235 meter över havet och ytan är 14,12 kvadratkilometer. Det finns inga avrinningsområden uppströms utan avrinningsområdet är högsta punkten. Vattendraget som avvattnar avrinningsområdet har biflödesordning 5, vilket innebär att vattnet flödar genom totalt 5 vattendrag innan det når havet efter 96 kilometer. Avrinningsområdet består mestadels av skog (75 procent). Avrinningsområdet har 0,36 kvadratkilometer vattenytor vilket ger det en sjöprocent på 2,5 procent.